# Gustavo Loureiro Álvarez
Gustavo Loureiro Álvarez (Montevideo, 8 de setembre de 1963) és un exfutbolista gallec-uruguaià. Ocupava la posició de defensa.

## Trajectòria
Nascut a l'Uruguai fill d'emigrants gallecs, a mitjans dels anys 80 es desplaça a Galícia, on recala al Gran Peña, filial del Celta de Vigo. Amb el primer equip viguès disputa deu partits de la campanya 86/87, en la qual pugen a primera divisió. A la màxima categoria, és suplent durant els dos següents any, sumant 17 partits.
El 1989 fitxa pel Deportivo de La Corunya, amb qui juga 28 partits de la 89/90, l'any següent, en el qual els corunyesos ascendeixen a la màxima categoria, roman inèdit. La temporada 91/92 juga set partits amb el Deportivo, a primera divisió.